# Сны (альбом)
«Сны» — дебютный студийный альбом группы «Чичерина», вышедший 25 июля 2000 и принесший группе всероссийскую известность. Альбом издан на лейбле REAL Records. Саунд-продюсер — Вадим Самойлов. Композиции «Жара» и «Ту-лу-ла» пользовались успехом и вошли в ТОП 10 летних хитов. На них режиссёром-постановщиком Тимуром Бекмамбетовым были сняты клипы, трансляция которых прошла по «Муз-ТВ».

## Создание и релиз альбома
Появившаяся в 1997 году в Екатеринбурге группа «Чичерина» не сразу смогла добиться популярности. Первоначально группа выступала в тамошнем клубе «J-22», где и работали на разных должностях её участники. После закрытия клуба в 1998 году группа начала гастролировать по разным городам России. Песни коллектива стали звучать на местных радиостанциях. Директор одной из них передал прослушать демо-запись Михаилу Козыреву. Оный сразу стал крутить «Сорок тысяч километров» на возглавляемом им «Нашем радио», где она вскоре вошла в «Чартову дюжину», а также включил эту композицию в сборник «Нашествие. Шаг 1». Компания Real records предложила группе контракт и вызвала музыкантов в Москву, куда они и переехали осенью 1999 года. Первой же профессионально записанной песней, в студии, стала «Майские дожди», обретшая ротацию на екатеринбургском радио.
В Москве прошло несколько концертов, и музыканты приступили к репетициям, предшествующим записи альбома. С февраля по май 2000 года на «Тон студии» киноконцерна «Мосфильм» группа записала свой дебютный альбом, названный «Сны».
14 июня 2000 года вышел мультимедийный сингл «Ту-лу-ла». Песня также была включена в саундтрек фильма «Брат-2», поступивший в продажу одновременно с кинопремьерой.
28 июля 2000 года на Пушкинской площади в рамках XXII Московского кинофестиваля состоялся концерт, приуроченный к выходу альбома «Сны». Мероприятие организовал выпустившая альбом звукозаписывающая компания Real Records. Музыканты отыграли почти весь альбом, а Юлия Чичерина одаривала собравшихся фотографиями, сделанными прямо во время исполнения песен на своём полароиде.
В августе 2002 года альбом был выпущен в Болгарии рекорд-лейблом «Русский удар», специально организованным для продвижения русских артистов в этой стране.

## Рецензии
По музыке каждая композиция похожа на предыдущую. Тот факт, что альбом «Сны» выходит в июле, может навести на совсем не рок-н-ролльную мысль: это просто «летняя музыка» для пляжей и дискотек. Типа «послушать и забыть». Возможно, в этом вина не малоопытных музыкантов, а искушенного и, видимо, утомленного г-на Самойлова: звучание альбомов «Агаты Кристи» в последние годы не отличается разнообразием и живостью, что же ждать чудес? Но ведь так можно запросто на корню загубить соотечественникам карьеру и свести на нет все старания клипмейкера Бекмамбетова представить Юлю Чичерину девушкой экстремальной! Правда, финальная песня «Уходя — уходи» оставляет слушателю некоторую надежду на светлое будущее маленьких рок-групп, если они будут умными и осторожными. — InterMedia, Екатерина Алексеева

 Альбом «Сны», в целом, если не обращать внимания на песни которые давно на слуху («Ту-лу-ла», «Жара», «40000 км»), производит впечатление довольно ровного альбома. Без особых взлетов и падений. Каждая песня может претендовать на «хитовость». А это именно то, на чём строится все направление «непопсы». Не хитрые но и не глупые тексты, легкие, запоминающиеся обработки песен, которые можно слушать просто дома, в машине или даже на дискотеке. — RockRu, рецензия на альбом

Альбом и вправду выходит похожим на некоторый слепок сознания инфантильной молодой особы, которая идет по городу и думает разные мысли, которые появляются и исчезают в потоке ее сознания. Вот она поняла, что если идти напрямую к любимому, то получится три шага, а если пойти в другую сторону и обойти экватор, то получатся те самые 40000 км, про которые песня. <…> ЧИЧЕРИНЦЫ оказалась на стыке моде на поп-рок и заслуженной любви к свердловским рок-традициям. <…> ЧИЧЕРИНА заняла доселе пустовавшую нишу — нишу искренней и поп-рок-музыки с женским лицом. С нормальным женским лицом, на котором за 60 минут звучания отражается спектр эмоций любого нормального человека. Выбор критика — песня «Кукла».
— Алексей ВОЛОДИН (ЗВУКИ РУ)

## Список композиций
| №   | Название                               | Текст песни                                  | Музыка                       | Длительность |
| --- | -------------------------------------- | -------------------------------------------- | ---------------------------- | ------------ |
| 1.  | «Жара»                                 | Александр «DrOff» Александров, Юлия Чичерина | Ю. Чичерина                  | 3:33         |
| 2.  | «Майские дожди»                        | Ю. Чичерина                                  | Ю. Чичерина                  | 4:42         |
| 3.  | «Кукла» (подзаголовок: «про Аньку К.») | А. Александров                               | А. Александров               | 3:48         |
| 4.  | «Мало»                                 | Ю. Чичерина                                  | Ю. Чичерина, Александр Бурый | 3:48         |
| 5.  | «Подожди меня»                         | Ю. Чичерина                                  | Максим Митенков              | 4:04         |
| 6.  | «40 000 км»                            | Ю. Чичерина                                  | Азат Мухаметов, Ю. Чичерина  | 4:39         |
| 7.  | «Ту-лу-ла»                             | Ю. Чичерина                                  | Ю. Чичерина                  | 2:28         |
| 8.  | «Море»                                 | Ю. Чичерина                                  | Ю. Чичерина, А. Александров  | 3:54         |
| 9.  | «Африка»                               | Ю. Чичерина                                  | Ю. Чичерина                  | 3:42         |
| 10. | «Луна»                                 | А. Александров, Ю. Чичерина                  | А. Александров               | 4:37         |
| 11. | «Сны»                                  | Вадим Самойлов                               | Ю. Чичерина                  | 4:40         |
| 12. | «Уходя — уходи»                        | Ю. Чичерина, А. Александров                  | Ю. Чичерина                  | 4:19         |
| 13. | «Бука» (скрытый трек)                  | Ю. Чичерина                                  | Ю. Чичерина                  | 3:04         |

## Видеоклипы
11 апреля 2000 года, ещё до выхода альбома, в одном из столичных клубов прошла презентация клипа «Ту-лу-ла», снятого режиссёром Тимуром Бекмамбетовым, для которого работа с «Чичериной» стала первым экспериментом с музыкальным видео. Сам клип снимался в сильный мороз в течение нескольких часов, Юлию Чичерину, представшую в клипе в образе одетой в лёгкое свадебное платье куклы-невесты, возили на капоте машины по Лужнецкому мосту.
27—28 мая 2000 года в Петербурге прошла съёмка клипа на песню «Жара», который снимал также Тимур Бекмамбетов. Съёмки проходили в заброшенном доме на набережной Обводного канала, а также в четырёхэтажном особняке на набережной реки Фонтанки недалеко от Исаакиевского собора. В здании — огонь, взрывы, Чичерина находилась внутри помещений, а также лазила по крыше.
Оба клипа активно крутились по телевидению, а соответствующие песни — по радио. Клип на песню «Ту-лу-ла» стал лучшим видеоклипом 2000 года по мнению музыкального журнала Fuzz.
В октябре 2000 года Тимур Бекмамбетов снял клип на песню «Уходя — уходи». Съёмки проходили в Москве и обошлись без участия группы: на пленку запечатлевали городские виды, а также часть съемок проходила в больнице. Видео получилось настолько необычным и шокирующим (клип, в котором имел место необычный ракурс — как бы глазами человека, лежащего на реанимационной каталке, чье сознание иногда пробуждается, а затем снова гаснет, был посвящён наркомании, и завершался пиканьем кардиографа, в самом конце замедляющемся и рисующим прямую линию), что на его ротацию на центральных каналах сами участники группы даже не надеялись. Предполагалось, что премьера состоится на НТВ в программе Диброва «Антропология». 8 ноября канал НТВ отказался выпустить в эфир программу «Антропология» с участием группы «Чичерина», в связи с чем премьера клипа была перенесена на официальный сайт группы, с которого группа предложила скачать новое видео и затем обсудить его.
Также был снят клип на песню «40 000 км».
10 января 2014 года состоялась премьера концертного клипа на новую версию песни «Ту-лу-ла», исполненную в «Крокус Сити» совместно с симфоническим оркестром Феликса Арановского.
Позже Юлия Чичерина вместе с группой «Smut & Smith» записала видео на новую версию песни «Бука».

## Участники записи
| Чичерина - Юлия Чичерина — вокал - Александр «DrOff» Александров — гитара, бэк-вокал - Азат Мухаметов — гитара - Александр Бурый — бас-гитара, клавишные - Максим Митенков — барабаны | Приглашённые музыканты - Вадим Самойлов — гитара, бэк-вокал, клавишные - Игорь Бойко — гитара - Иннокентий Минеев — перкуссия, клавишные - Ray Staff — лупы (трек 4) |